# شيخ كوند
شيخ كوند هو لاعب كرة قدم غيني، ولد في 26 يوليو 2000.